# Campton (Kentucky)
Pour les articles homonymes, voir Campton.
La ville de Campton est le siège du comté de Wolfe, dans l’État du Kentucky, aux États-Unis. Sa population s’élevait à 441 habitants lors du recensement de 2010.

## Source
- (en) Cet article est partiellement ou en totalité issu de l’article de Wikipédia en anglais intitulé « Campton, Kentucky » (voir la liste des auteurs).